# Ursula Brunner (Aktivistin)

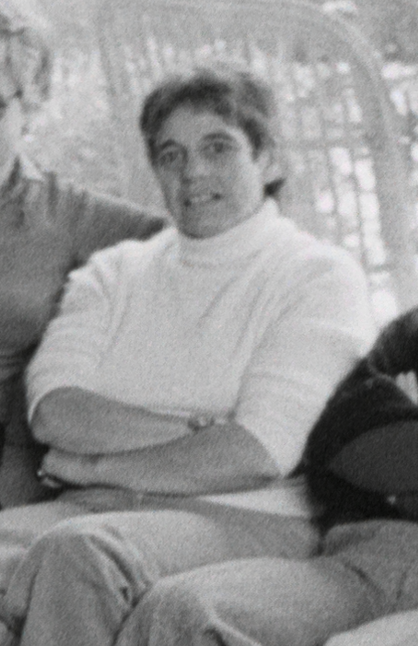
Ursula Brunner (1977)

Ursula Brunner-Storz (* 7. Januar 1925 in Frauenfeld; † 23. März 2017 ebenda) war eine Schweizer Aktivistin für Fairen Handel. Sie war Begründerin der «Bananenfrauen»-Bewegung, Pfarrfrau und Thurgauer Grossrätin (FDP).

## Leben

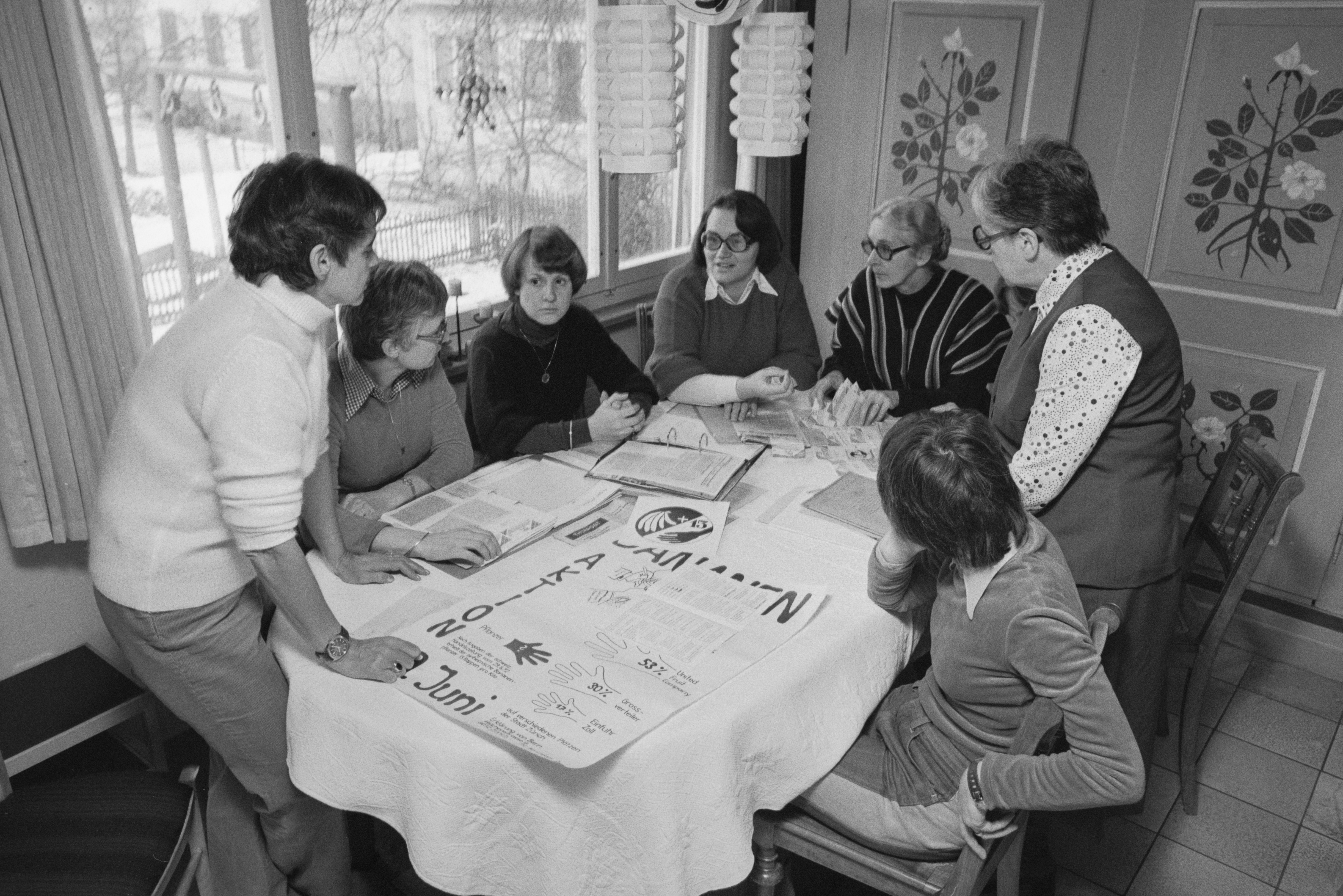
Ursula Brunner (erste von links) mit den Bananenfrauen bei einer Besprechung einer Bananenaktion in Frauenfeld (1977)

Ursula Brunner-Storz wuchs als Tochter einer Brauereiunternehmerfamilie in Frauenfeld TG (Actienbrauerei Frauenfeld AG, heute zu Heineken) auf. 1943 machte sie die Matura und begann anschliessend ein Medizinstudium in Genf, das sie abbrach, um 1946 den Pfarrer Eugen Brunner zu heiraten. Es folgten verschiedene Stationen als Pfarrfamilie, zwischen 1949 und 1962 kamen acht Kinder zur Welt. 1966 kehrte die Familie nach Frauenfeld zurück und Ursula Brunner-Storz betätigte sich in der Kirchgemeinde, zunehmend aber auch politisch.
Ursula Brunner-Storz war die erste Frau, die für die FDP im Grossen Rat des Kantons Thurgau sass. Sie rückte zweimal vom ersten Ersatzplatz nach (1975/1978) und wurde 1980 bei ordentlichen Wahlen wiedergewählt. Vier Jahre später trat sie aus der Bezirkspartei aus, nachdem es zu Unstimmigkeiten gekommen war. Brunner-Storz war Mitorganisatorin eines Protestes und Friedenscamps gegen die Wehrschau der Armee in Frauenfeld gewesen und hatte eine Gruppe der «Frauen für den Frieden» gegründet.
Aufgerüttelt durch den Film Bananera Libertad von Peter von Gunten, in dem die sozialen und ökologischen Missstände im Bananenanbau in Zentralamerika thematisiert wurden, hatte Brunner ab 1973 begonnen, sich für einen «gerechten Handel» mit Bananen und anderen Produkten aus Entwicklungsländern einzusetzen. Sie und ihre Mitstreiterinnen organisierten sich als «Bananenfrauen von Frauenfeld» und sensibilisierten die Öffentlichkeit für die Probleme des Welthandels und des Bananenanbaus. Ursula Brunner-Storz reiste diverse Male in verschiedene Länder Südamerikas und 1986 schafften sie es als Gruppe von engagierten Frauen, die ersten fair gehandelten Bananen in die Schweiz zu importieren. 1988 wurde aus der Gruppe der Bananenfrauen der Verein Gebana (Gerechter Bananenhandel), 1994 lief der Verkauf der fairen Bananen via Volg an. 1998 Gründung der Gebana AG für gerechten Handel mit Produkten aus der Dritten Welt. Ursula Brunner-Storz blieb der Organisation verbunden bis ins hohe Alter. Gerechtigkeit war für sie aber viel mehr als nur fairer Handel, ihr Einsatz für eine gerechtere Welt gründete in ihrer Verwurzelung im Glauben.
Brunner und die «Bananenfrauen» gelten als Wegbereiterinnen des Fairen Handels in der Schweiz. Sie wurde 2003 mit dem Zuger Kulturpreis und 2014 mit dem Women’s Business Award der Hochschule Luzern ausgezeichnet. Sie verstarb im März 2017 im Alter von 92 Jahren in Frauenfeld.

## Werke
- Bananenfrauen. Verlag Huber, Frauenfeld / Stuttgart / Wien 1999, ISBN 3-7193-1171-6.